# Caupenne
Caupenne ist eine französische Gemeinde mit 397 Einwohnern (Stand 1. Januar 2022) im Département Landes in der Region Nouvelle-Aquitaine (vor 2016: Aquitanien). Die Gemeinde gehört zum Arrondissement Dax und zum Kanton Coteau de Chalosse.
Der Name in der gascognischen Sprache lautet Caupena.
Die Einwohner werden Caupennois und Caupennoises genannt.

## Geographie
Caupenne liegt ca. 25 km östlich von Dax in der Landschaft Chalosse der historischen Provinz Gascogne.
Umgeben wird Caupenne von den Nachbargemeinden:
| Saint-Jean-de-Lier | Vicq-d’Auribat                              | Onard                  |
| Louer              | Kompassrose, die auf Nachbargemeinden zeigt | Saint-Geours-d’Auribat |
|                    | Gamarde-les-Bains                           |                        |

Caupenne liegt im Einzugsgebiet des Flusses Adour. Einer seiner Nebenflüsse, der Louts, markiert die Grenze zur südlichen Nachbargemeinde Gamarde-les-Bains.

## Geschichte
Funde von Überbleibseln aus der Jungsteinzeit belegen eine frühe Besiedelung des Landstrichs. Dodon wird als erster Grundherr und damit der Name des Dorfes erstmals im 11. Jahrhundert erwähnt. Im 13. Jahrhundert erlangte Hélie de Caupenne vom englischen König Eduard I. die Erlaubnis, einen wöchentlichen Markt abzuhalten. Wenig später erhob der König Caupenne zum Baronat. Im Laufe der Jahrhunderte vergrößerte die Familie de Caupenne ihr Territorium nicht ohne ein starkes Verhältnis zur lokalen Bevölkerung zu halten. Am Ende des 17. Jahrhunderts verstarb der letzte Caupenne ohne Nachkommen, und das Baronat wechselte in der Folge rasch seinen Besitzer. Nach der Französischen Revolution wurde Raymond-Joseph, Mitglied des Ordre royal et militaire de Saint-Louis und Musketier des Königs, zum Bürgermeister der Gemeinde gewählt.

### Einwohnerentwicklung
Nach Beginn der Aufzeichnungen stieg die Einwohnerzahl in der zweiten Hälfte des 19. Jahrhunderts auf einen ersten Höchststand von rund 525. In der Folgezeit sank die Größe der Gemeinde bei kurzen Erholungsphasen bis zu den 1960er Jahren auf 335 Einwohner, bevor eine zeitweise starke Wachstumsphase einsetzte, die bis heute andauert.
| Jahr      | 1962 | 1968 | 1975 | 1982 | 1990 | 1999 | 2006 | 2010 | 2022 |
| --------- | ---- | ---- | ---- | ---- | ---- | ---- | ---- | ---- | ---- |
| Einwohner | 361  | 335  | 342  | 375  | 339  | 372  | 446  | 573  | 397  |

## Sehenswürdigkeiten
Die Gemeinde besitzt zwei Kirchen, Saint-Martin im Zentrum und Saint-Laurent im gleichnamigen Viertel drei Kilometer südwestlich des Zentrums der Gemeinde.

### PfarrkircheSaint-Martin
Die Martin von Tours geweihte Kirche wurde in der Mitte des 12. Jahrhunderts im Livre rouge der Kathedrale von Dax in der Form Sanctus Martinus de Gueites erwähnt. Im 14. Jahrhundert wurde das Langhaus durch einen starken Turm mit Schießscharten und mit Strebepfeilern ergänzt, die an der Westseite über Arkaden verbunden sind. Im darauffolgenden Jahrhundert war der Hundertjährige Krieg zu Ende und das folgende Bevölkerungswachstum erforderte eine Erweiterung der Kirche durch Seitenschiffe. Steinmetzzeichen an den Mauern belegen die Wiederverwendung der Steine bei diesen Arbeiten. Unterschiede der Fenstergrößen, der Formen der Maßwerke und der Profile der Bögen offenbaren, dass die Errichtung der Seitenschiffe sich bis in das 16. Jahrhundert hinzog. Das Langhaus wurde in der Zeit mit einem Kreuzrippengewölbe versehen. Im 17. Jahrhundert wurde eine kleine Vorhalle nördlich an den Turm gebaut. Sie birgt einen klassischen Eingang, und eine lateinische Inschrift ist als Relief an der Wand zum Seitenschiff zu sehen, in der mehrere Heilige um ihre Fürsprache gebeten werden, die heilige Maria, der heilige Martin, der heilige Johannes der Täufer, der Erzengel Michael und der heilige Rochus von Montpellier.
Von dem ursprünglichen Kirchengebäude existiert heute noch die romanische Apsis. Ihre Außenfassade wird durch Strebepfeiler, Friese und das Gesims strukturiert, das von Konsolen getragen wird. Die Fenster sind einfache, schmale Spalten in einer Arkade, die von Säulen begrenzt werden. Oberhalb der Kapitelle führen die Abakusse das Motiv eines Frieses fort, der die Apsis umläuft. Wie auch der Mauerwerksverband, so sind alle diese Elemente aus brüchigen Stein gearbeitet, den man auch bei anderen Kirchen in der Umgebung antrifft. Einige sind deshalb sehr beschädigt, aber einige besser erhaltene Konsolen sind in der Sakristei zu sehen. Ansonsten hat eine moderne Innenausstattung die ursprünglichen Elemente verdrängt. Allein die Apsiskalotte und der Gewölbebogen des Chors und zwei mit Blattwerk verzierte Kapitelle hinter dem Altarretabel sind noch vorhanden. Motive der Verzierungen der Kapitelle sind glatte Blätter wie in Saint-Sever mit Kugeln an den Enden oder das alte frühchristliche Thema der Vögel, die eine Weintraube picken, als Symbol der Eucharistie, hier durch eine einfache, langgestreckte Frucht dargestellt. Auf den Friesen laufen Palmenranken. Die Konsolen sind mit Rollen, Wölbungen, Blätter mit Kugeln, aber auch mit liegenden Löwen, Adler oder sogar mit Exhibitionisten verziert, häufige Themen der ersten Hälfte des 12. Jahrhunderts beiderseits der Pyrenäen.

Konsolen und Kapitelle
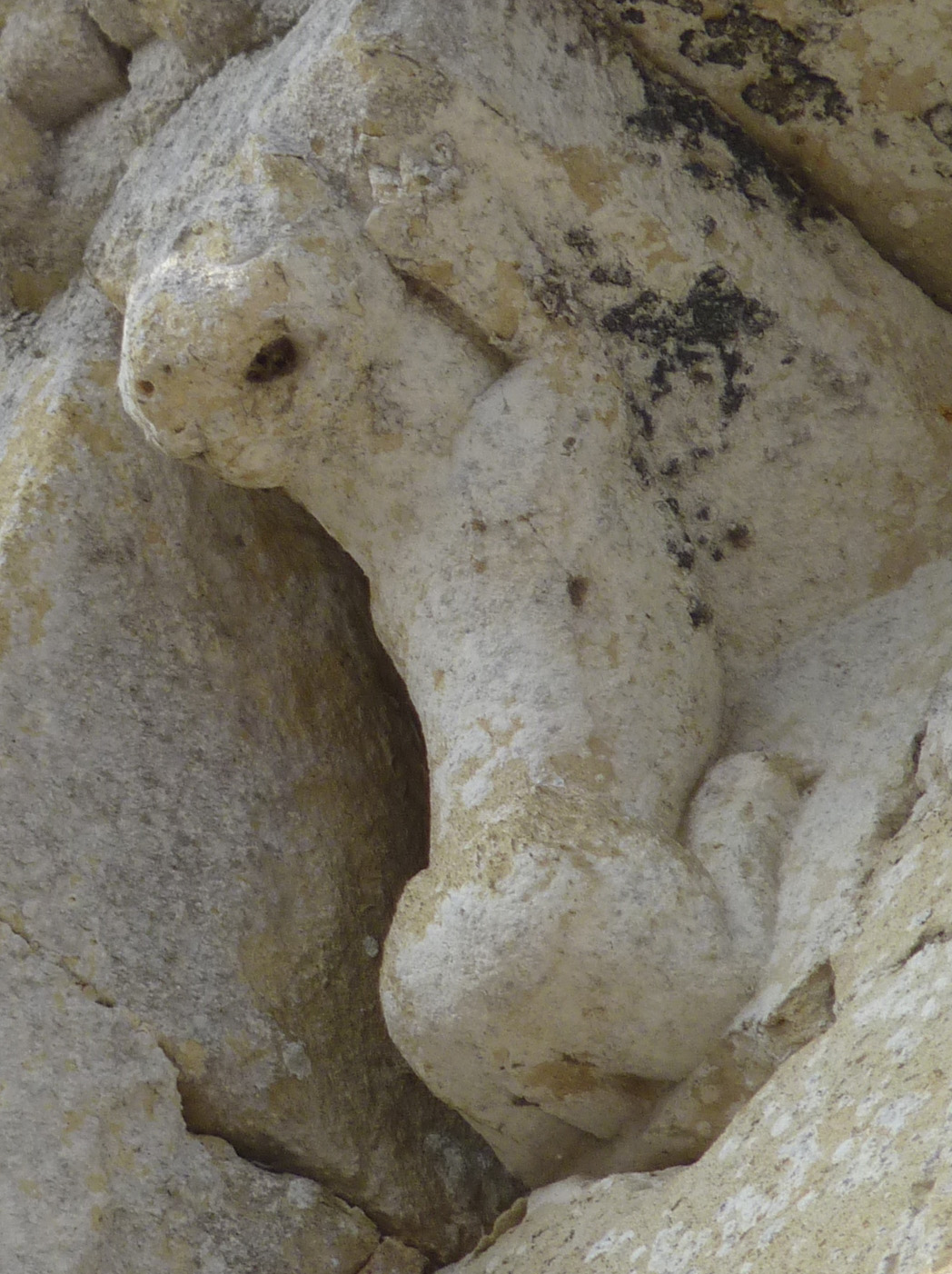
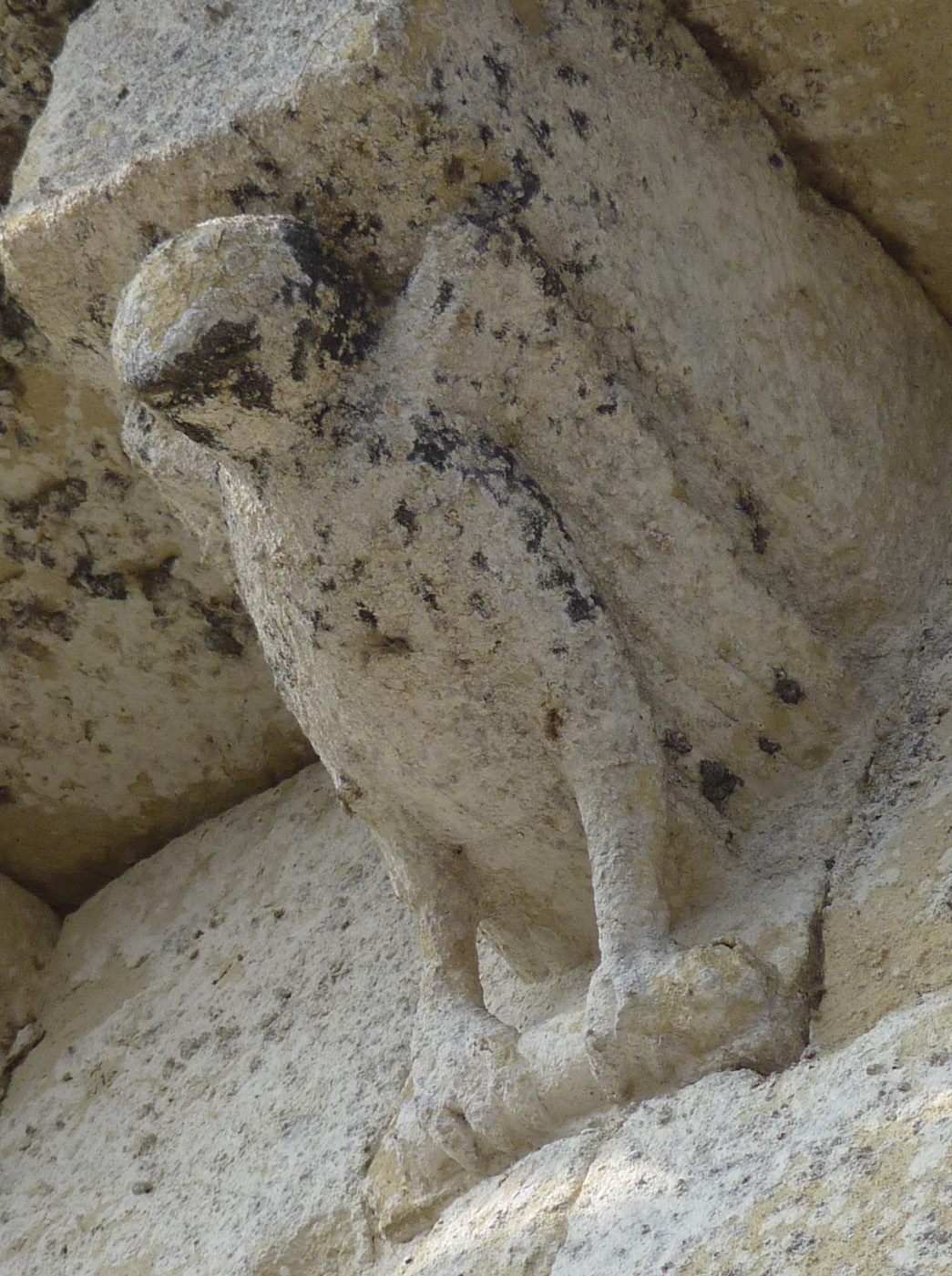
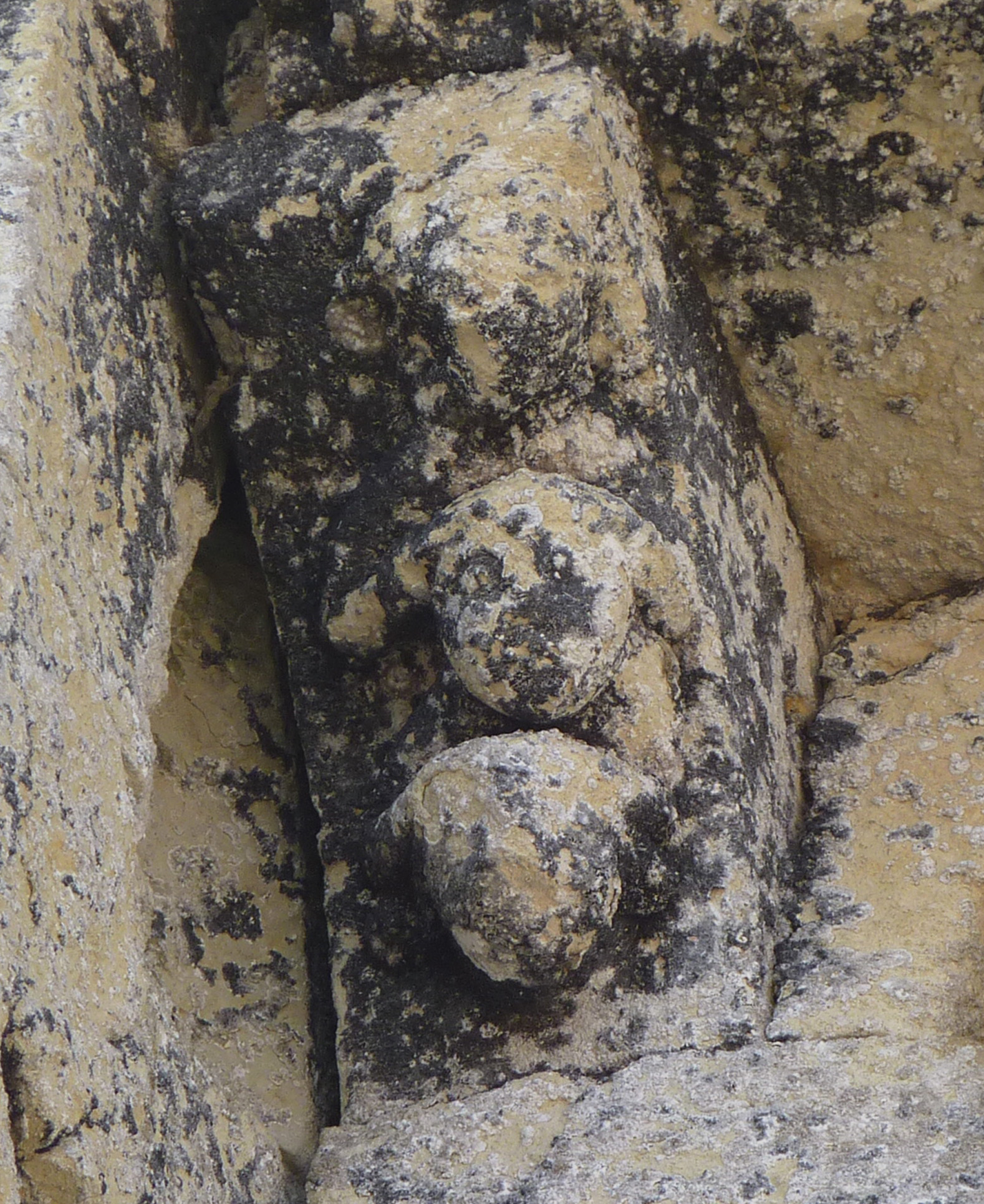
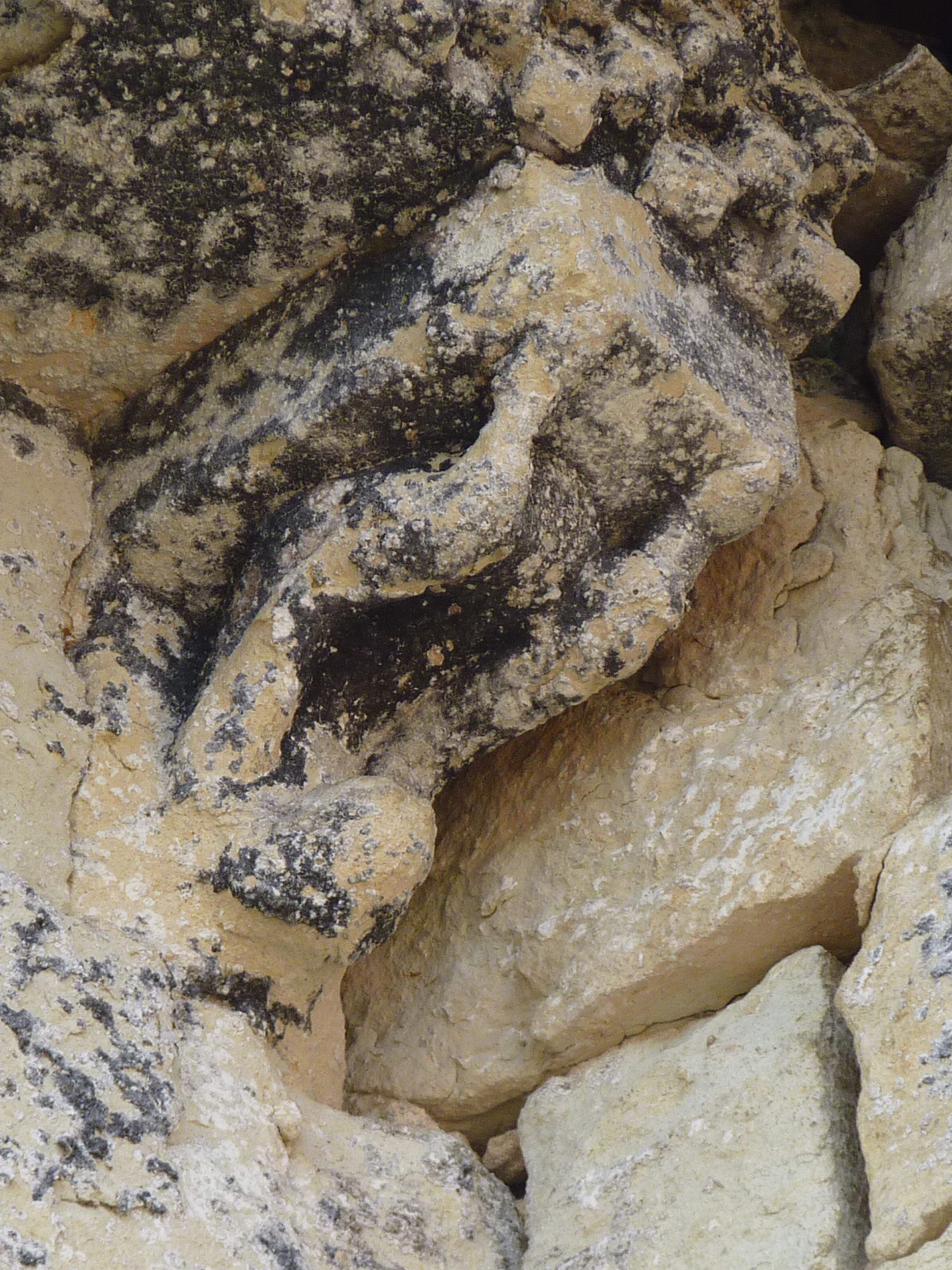
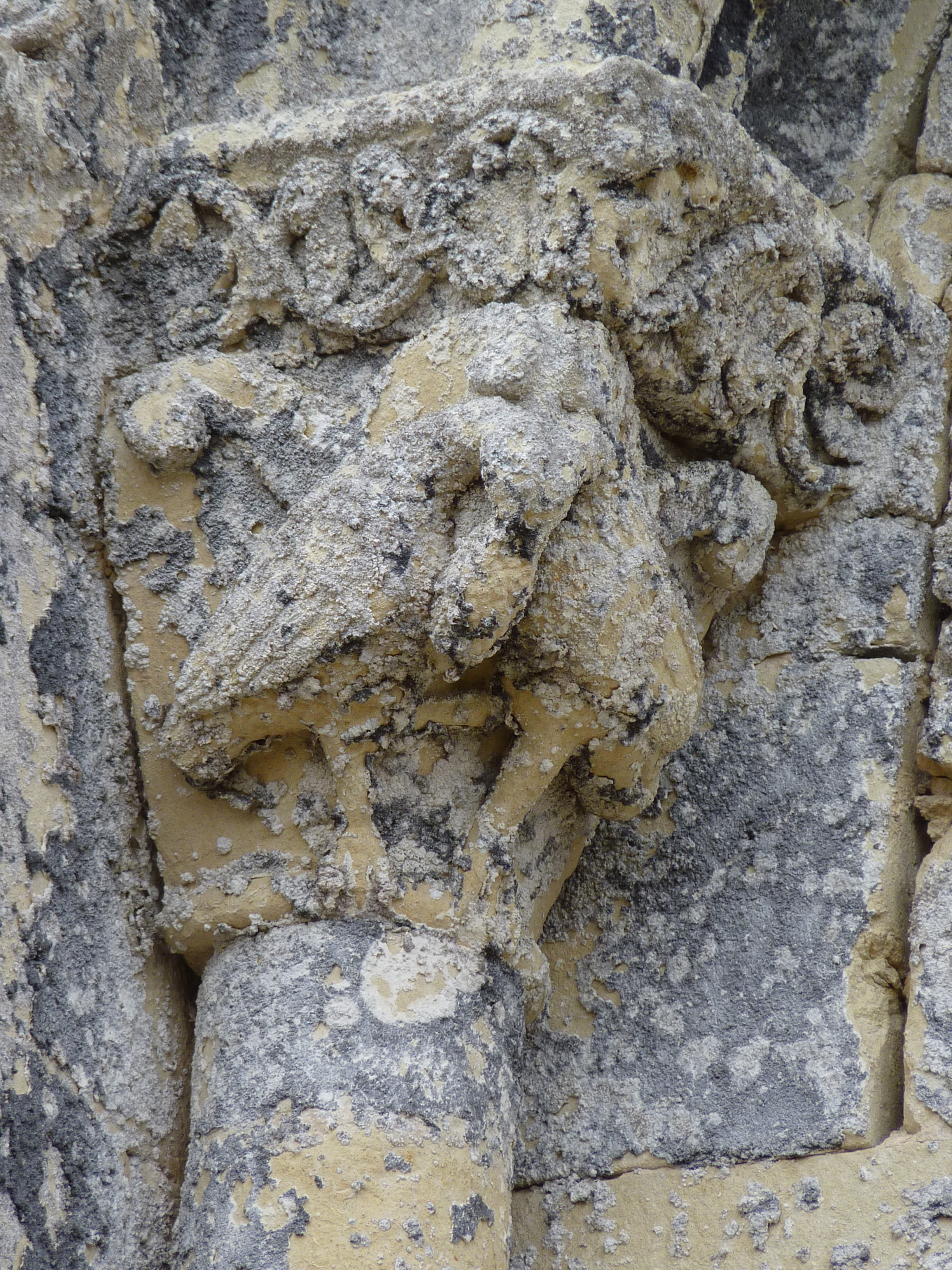
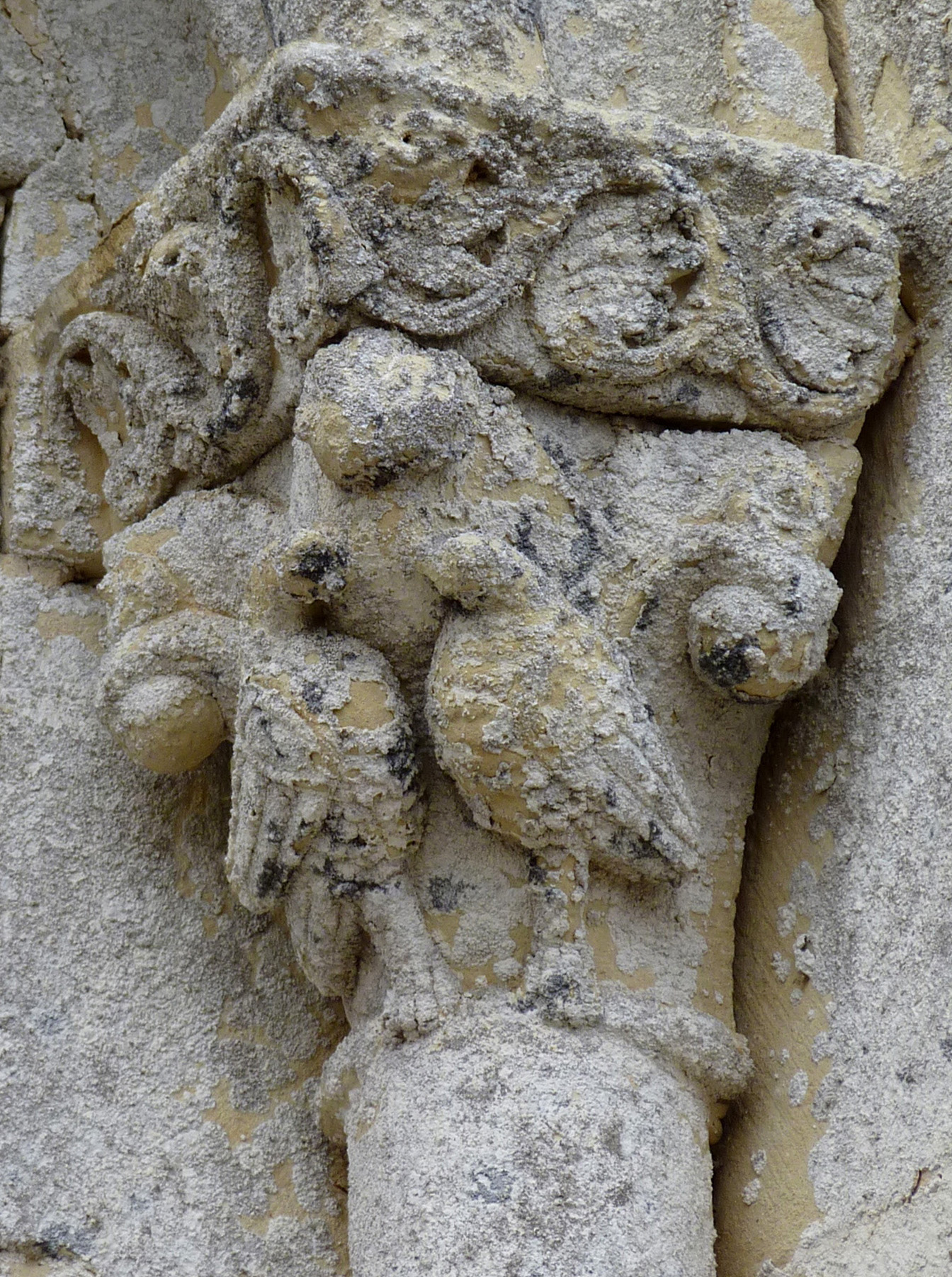

Das gesamte Kircheninnere wurde 1875 mit Wandmalereien verschönert, die 2003 sehr vorsichtig restauriert wurden. Auf der nördlichen Wand des Chors umrahmen drei Arkaden eine Darstellung von Jesus Christus, auf einem Thron sitzend und die rechte Hand zum Segnen gehoben. Links und rechts und auf der gegenüberliegenden Seite sind die vier Evangelisten zu sehen, die an ihren Evangelistensymbolen zu erkennen sind. Wandverkleidungen mit geraden oder geschwungenen Paneelen, die auch die Beichtstühle einbeziehen, finden sich im Langhaus, im Chor und auch in der Sakristei.

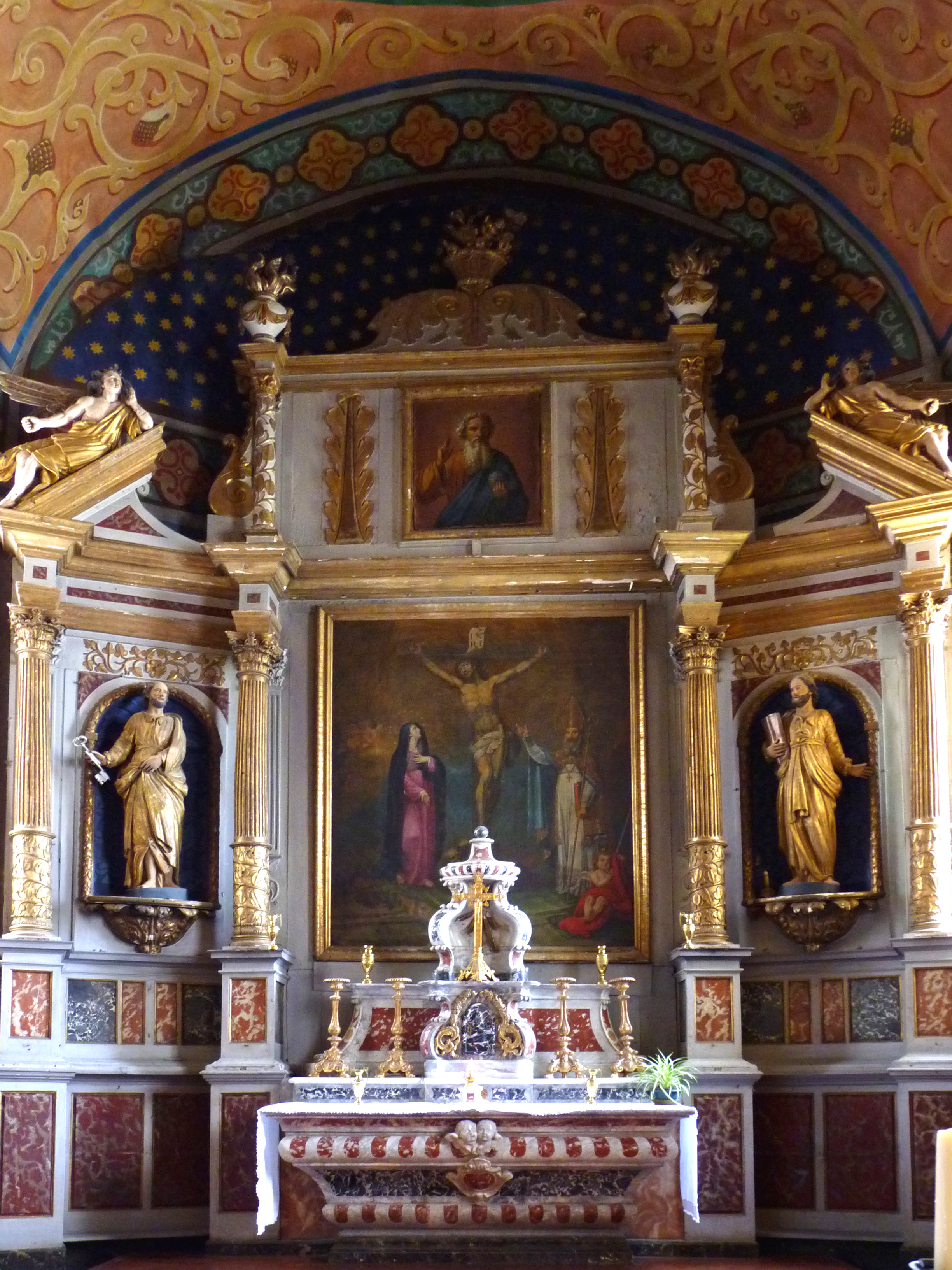
Hauptaltar und Retabel

Die Gebrüder Bernard Virgile und Jacques Antoine Mazzetti schufen um 1770 den Hauptaltar aus grauem, schwarzem und rotem Marmor. Sie arbeiteten zur gleichen Zeit in der Gemeinde Laurède, so dass die beiden Altäre von Caupenne und Laurède ein vergleichbares Dekor besitzen, wenn auch die Tabernakel verschieden sind. Der Altar hat die Form eines geschwungenen Sarkophags, in der Mitte mit zwei Cherubinenköpfen über einer Kartusche als Rocaille. Girlanden, Blumen und Muscheln befinden sich oberhalb der Tür des Tabernakels, der aus der ersten Hälfte des 18. Jahrhunderts datiert und von Voluten flankiert wird. Das Retabel über und hinter dem Altar ist aus Holz gearbeitet und besteht aus drei Abteilungen, die durch vier Säulen korinthischer Ordnung begrenzt werden, die teils kanneliert, teils mit pflanzlichen Motiven verschönert sind und ein gerades, vorspringendes Gesims tragen. Zwei lebensgroße Statuen aus der zweiten Hälfte des 17. Jahrhunderts mit Darstellungen des Apostels Petrus links und des heiligen Paulus rechts flankieren das zentrale Ölgemälde, ebenfalls aus der zweiten Hälfte des 17. Jahrhunderts. Dieses zeigt die Kreuzigungsszene. Der Schutzpatron der Kirche, der heilige Martin, ist zur Linken von Jesus Christus zu erkennen, während Maria an der rechten Seite ihres Sohnes steht. Darüber befindet sich ein weiteres Ölgemälde mit einer Darstellung von Gottvater. Der Unterbau des Retabels ist aus Holz gearbeitet und ist als falscher Marmor bemalt.
Der Altar im südlichen Seitenschiff ist der Jungfrau Maria gewidmet. Er wird vom Retabel überragt, dessen zentrales Ölgemälde die Szene der Übergabe des Rosenkranzes an den heiligen Dominikus illustriert, der hier vor Maria und dem Jesuskind niederkniet. Retabel und Gemälde datieren aus dem späten 18. oder frühen 19. Jahrhundert. Zwei Schlangensäulen korinthischer Ordnung flankieren das Gemälde und tragen einen Zahnschnittfries. Nach außen endet das Retabel in langen Voluten, die mit Akanthusblättern verziert sind.
Das nördliche Seitenschiff birgt einen Altar und ein Retabel aus dem 19. Jahrhundert. Sie sind den Heiligen Johannes dem Täufer, Michael und Rochus gewidmet, die auch jeweils auf drei Gemälden dargestellt werden. Der geschwungene Altar und der Tabernakel mit Voluten sind reich verziert.
Ein großer Kronleuchter aus Holz hängt von der Decke des Langhauses herunter. Er wurde im 18. Jahrhundert für das Theater in Bayonne gefertigt und später in diese Pfarrkirche verbracht. Alle Früchte des Landes hängen von ihm herunter, Kirschen, Birnen, Äpfel, Pfirsiche, Weintrauben, und bestimmte Korne, die hier angebaut werden, beispielsweise Weizen oder Mais.
Die Kirche ist seit dem 23. September 1970 als Monument historique eingeschrieben.

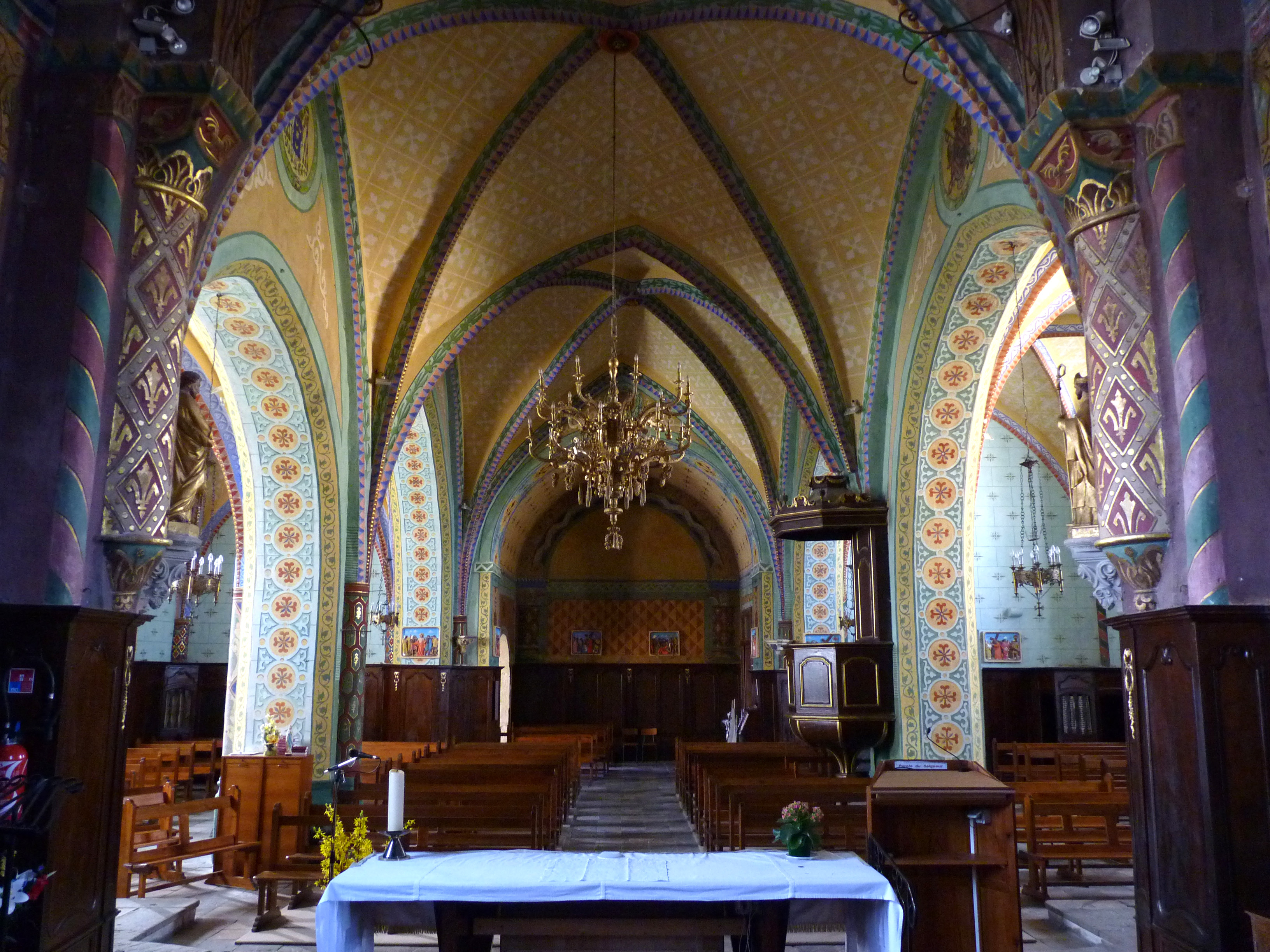
Wandmalereien
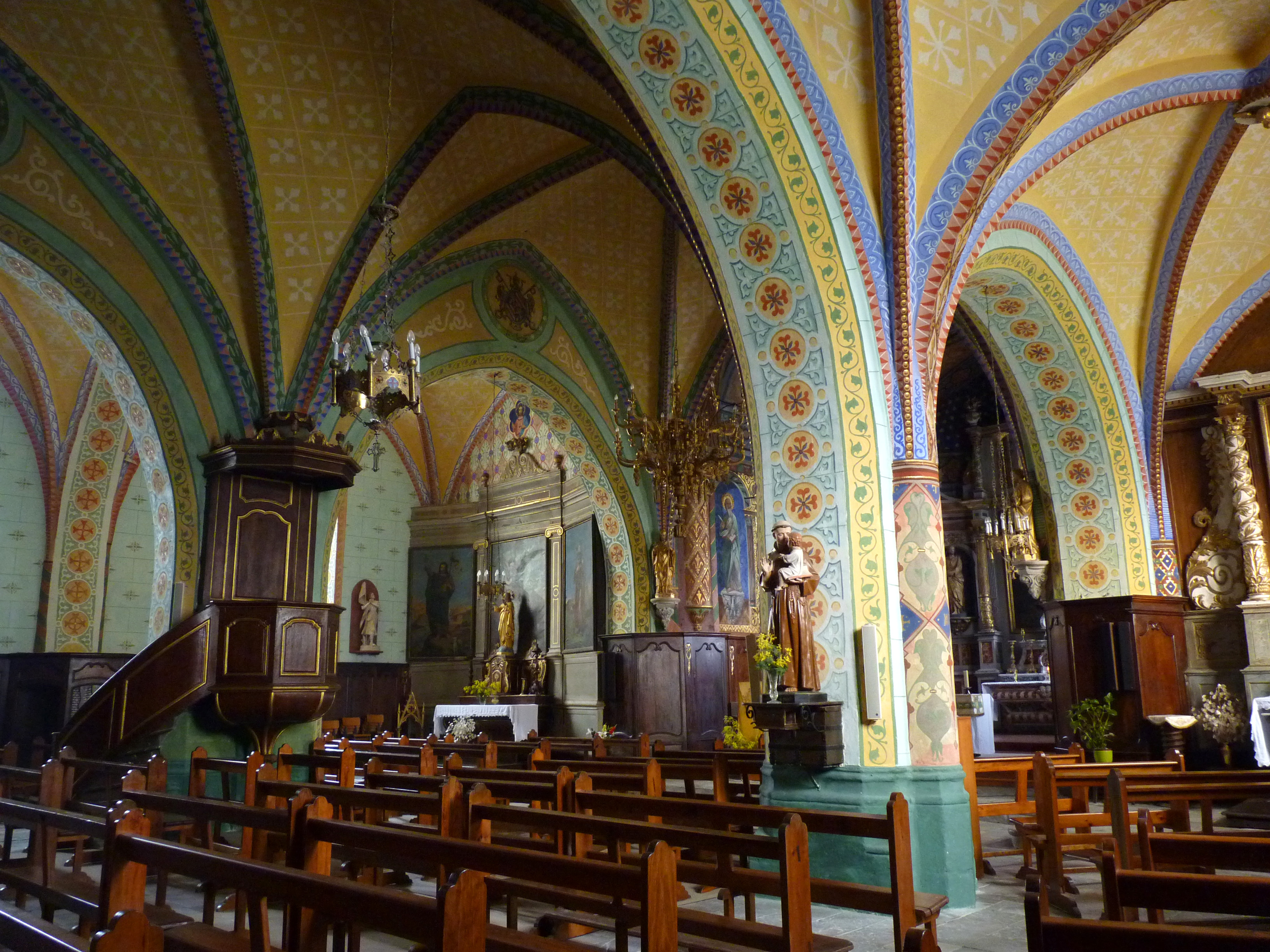
Langhaus
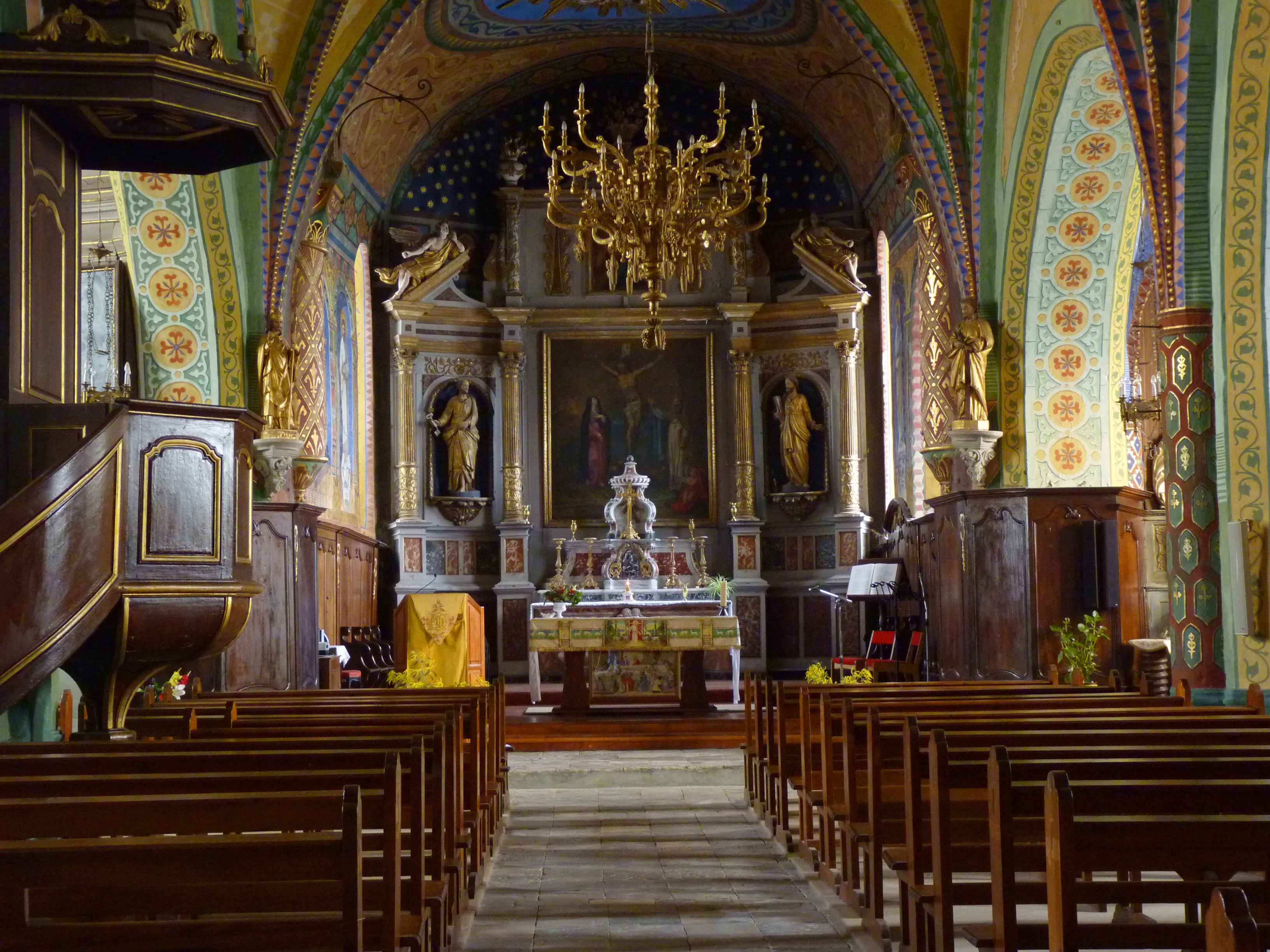
Chor mit Kronleuchter
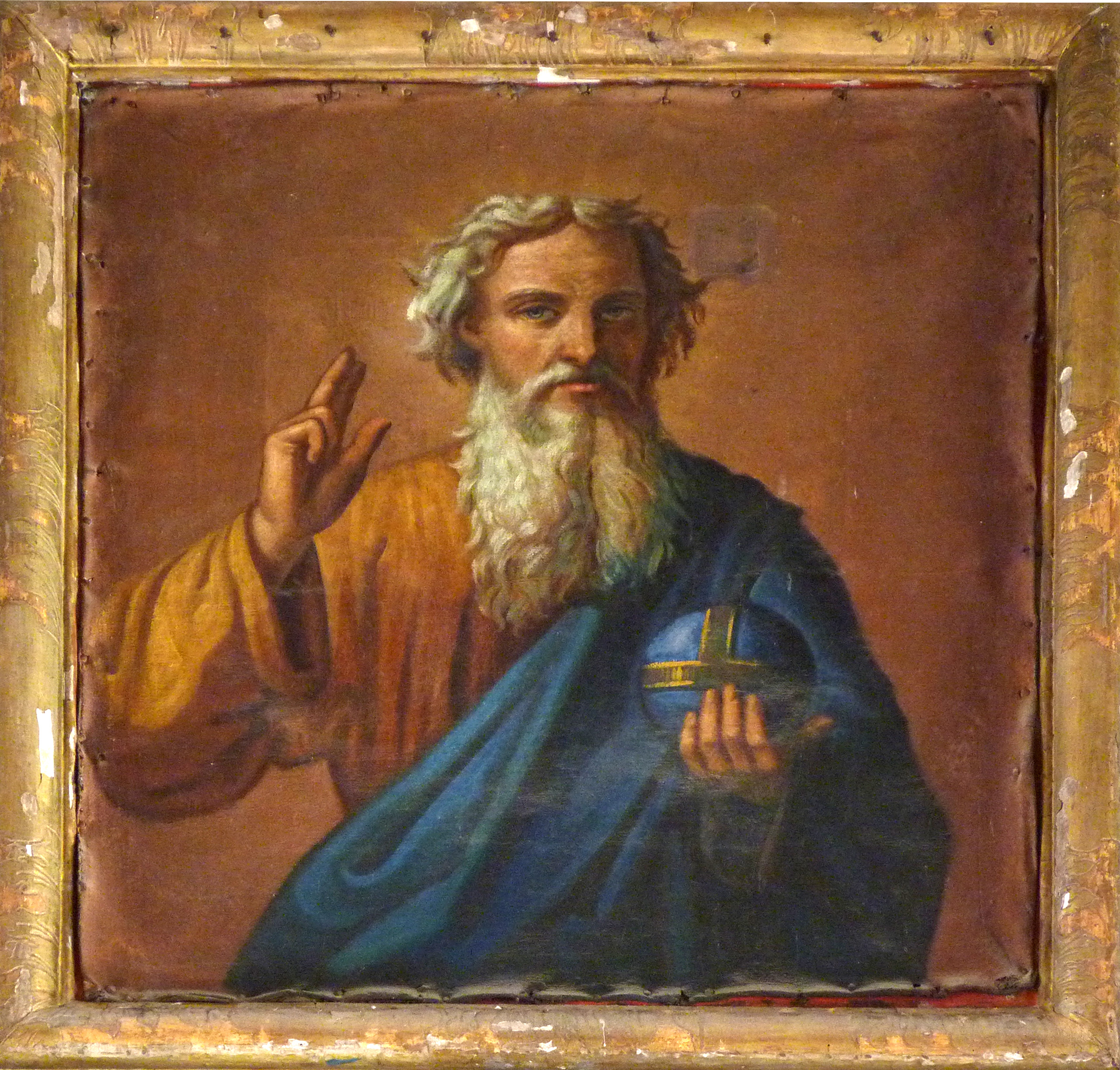
Gottvater über dem Hauptaltar
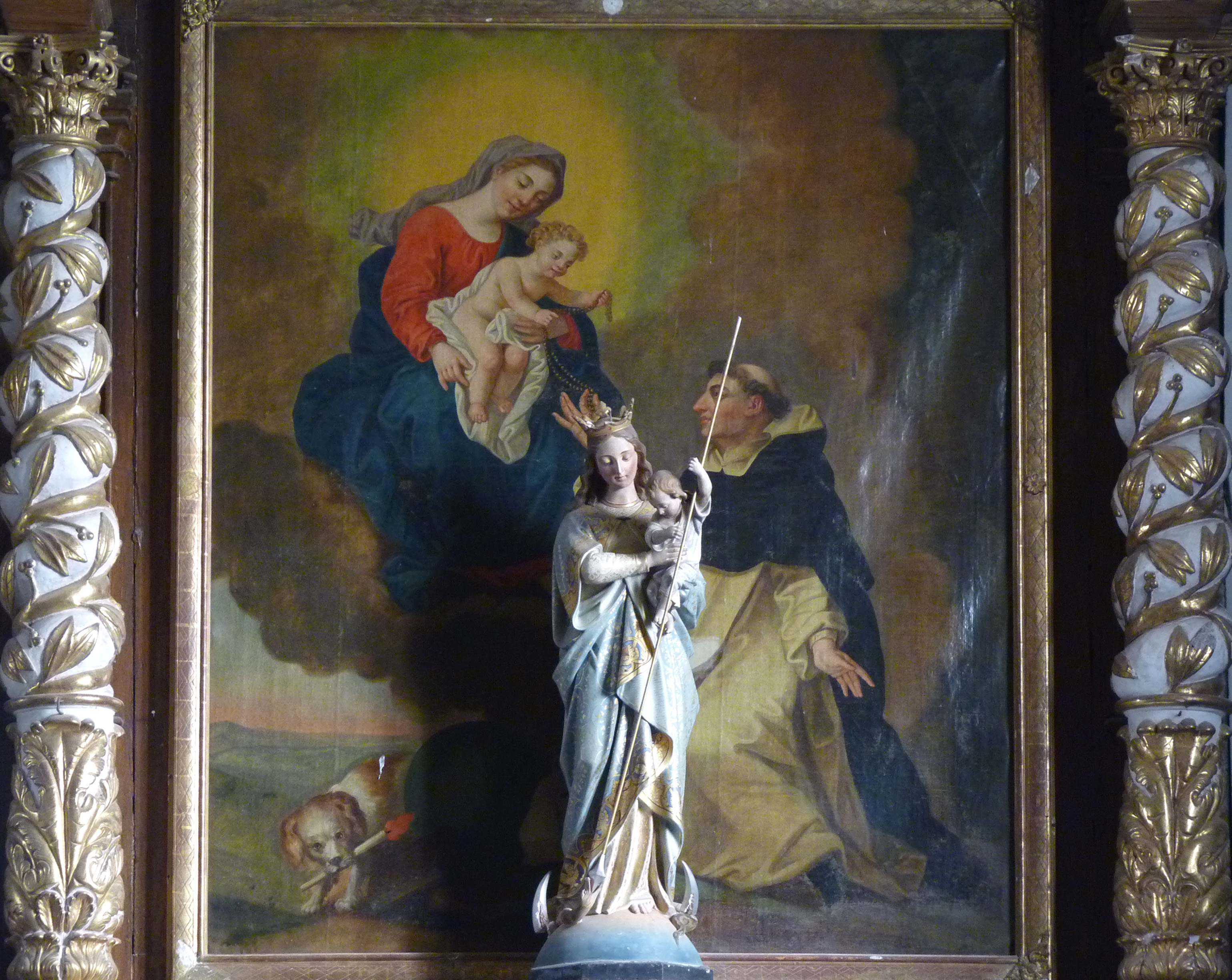
Übergabe des Rosenkranzes an den heiligen Dominikus
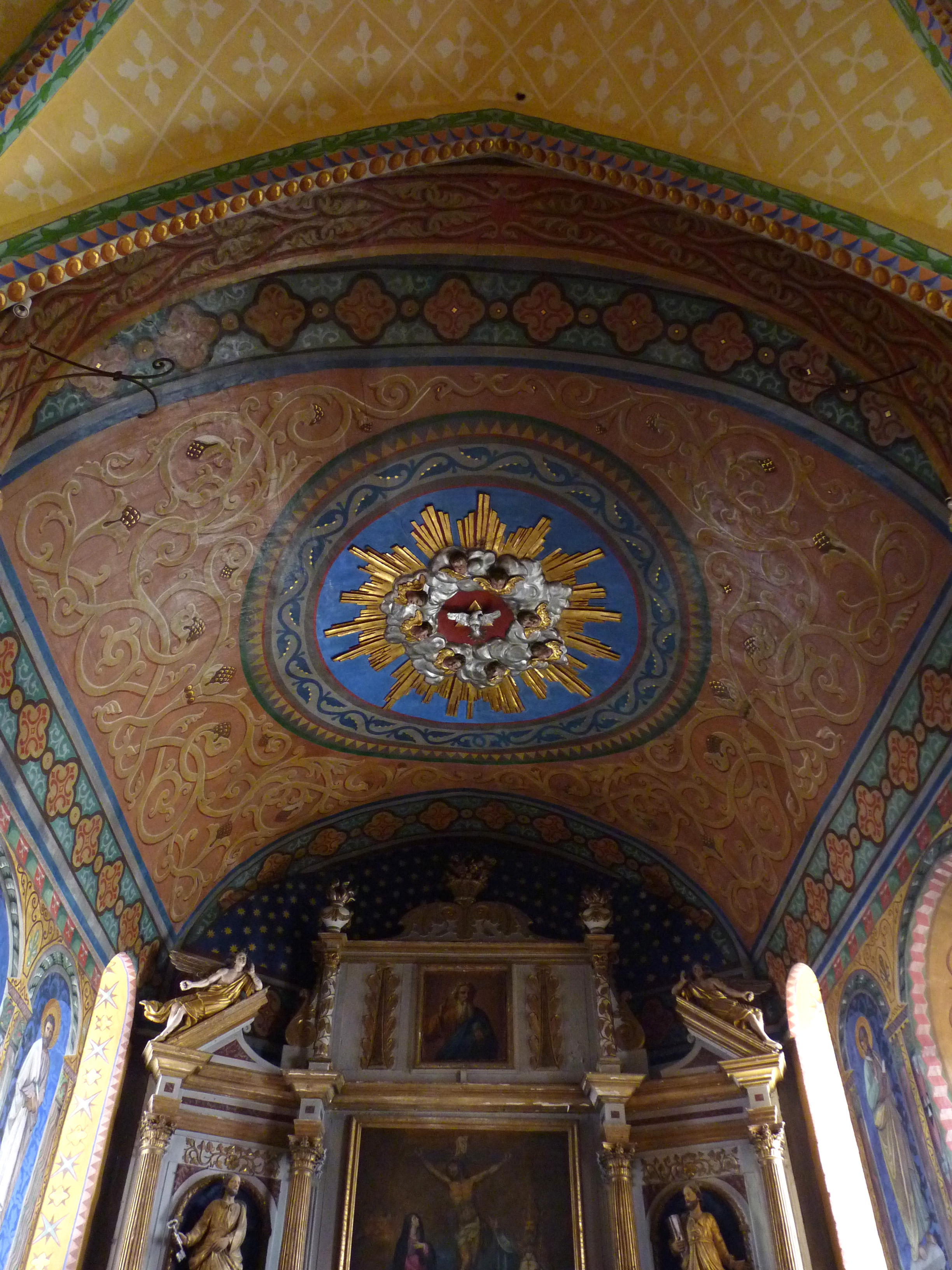
Decke des Altarraums

### PfarrkircheSaint-Laurent

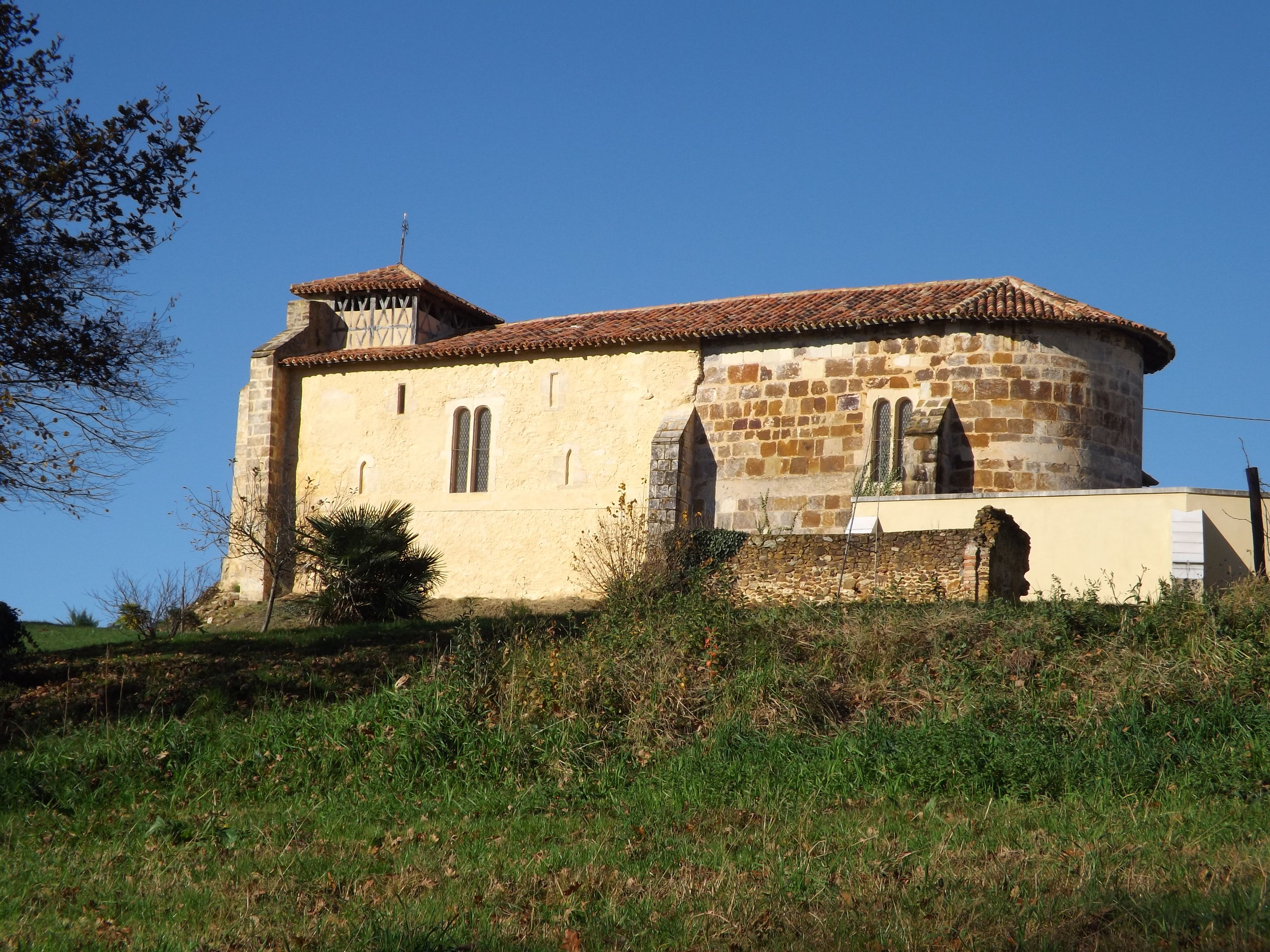
Pfarrkirche Saint-Laurent

Die Laurentius von Rom geweihte Kirche wurde im 12. Jahrhundert im Livre rouge der Kathedrale von Dax in der Form Sanctus Laurentius de Guarriques erwähnt. Zu Beginn bestand sie aus einem kleinen Langhaus, das mit einer halbrunden Apsis verlängert wurde. Im 18. Jahrhundert ist schließlich ein schmales Seitenschiff auf der Nordseite hinzugefügt worden. Gleichzeitig ist am westlichen Ende ein Glockenturm als Holzfachwerk errichtet worden, der nur wenig über das Dach des Gebäudes herausragt. Die Apsis ist aus einem mittleren Mauerwerksverband mit großen Sandsteinen aus dunkler Farbe realisiert, der sich im Süden über einen Teil des Langhauses zwischen zwei Strebepfeilern verlängert. Links davon ist die Wand des Langhauses aus kleinem Bruchstein gemauert. Die gerade Abschlussmauer des nördlichen Seitenschiffs besitzt den gleichen Mauerwerksverband wie die Apsis, ein Indiz für eine Wiederverwendung des Baumaterials bei der Vergrößerung. In der Apsis hat es zu keinem Zeitpunkt ein Fenster gegeben. Auf der Südseite hingegen sind Fensteröffnungen verschiedener Epochen zu erkennen. Die ältesten liegen am tiefsten, sind sehr schmal, in Spitzbogenform und besitzen Gewände aus mittlerem Mauerwerksverband. Die Fensterreihe darüber ist gleichermaßen schmal, ist mit einem regelmäßigen Mauerwerksverband eingefasst und zeigt Rundbogenformen. Im 17. Jahrhundert wurden schließlich zwei hohe Zwillingsfenster in einem Mauerwerksverband von hellem Kalkstein gebaut, der nicht an anderer Stelle in der Kirche vorkommt. Spuren eines Litre funéraire rund um das Gebäude bestehen heute noch.
Im Innern werden die Kirchenschiffe durch zwei viereckige, massige Pfeiler getrennt. Ein dritter, kleinerer Pfeiler trägt an der westlichen Seite eine Empore, die sich über die gesamte Breite des Gebäudes erstreckt. Das Hauptschiff ist mit einer Holzdecke aus Korbbögen gedeckt, das Seitenschiff mit einer schräg angeordneten flachen Decke. Das Hauptaugenmerk für die Ausstattung verdient der Hauptaltar aus Marmor mit seinem Tabernakel und seinem Retabel. Der geschwungene Altar aus der zweiten Hälfte des 18. Jahrhunderts imitiert mit Stuck einem Altar der Gebrüder Mazzetti mit seinem farbigen Marmor und seinem zentralen Medaillon, das hier mit einem Herz verziert ist. Sechs Kerzenhalter aus vergoldetem Holz, die aus dem 18. Jahrhundert stammen, sind auf dem Altar platziert.
Der Tabernakel aus der ersten Hälfte des 18. Jahrhunderts ist von zwei Flügeln eingerahmt und wird von einem Baldachin überragt. Seine Tür ist mit einem Kruzifix verschönert. Seine Ecken werden durch zwei Schlangensäulen betont und seine ausgestellten Seiten tragen Statuetten der Heiligen Petrus und Paulus. Die Schlüssel des Petrus sind allerdings verloren gegangen, und Paulus trägt ein Buch. Die Flügel des Tabernakels sind ebenfalls von kleinen Säulen eingerahmt und bieten jeweils in der Mitte Platz für Statuetten des heiligen Laurentius, der ein Gitter hält, und des heiligen Stephanus mit einem Stein. An den äußeren Enden rollen sich Voluten um Rosen. Alle Säulen sind mit Kapitellen korinthischer Ordnung ausgearbeitet. Eine Balustrade umsäumt den Baldachin, der an seinen äußeren Enden mit den gleichen Voluten verziert ist wie der Tabernakel eine Ebene darunter. Er schützt eine Statue Marias mit Jesuskind. Auf dem Baldachin trägt eine gerippte Kugel einen auferstandenen Jesus Christus, der nur mit einer Bahn eines Schweißtuchs, das nach hinten abfällt, bekleidet ist.
Das Retabel, der vermutlich aus der ersten Hälfte des 18. Jahrhunderts datiert, besteht aus drei Flügeln, die mit zwei mit Weinranken verschönerten Schlangensäulen korinthischer Ordnung innen und zwei kannelierten Pilastern außen eingerahmt werden. Die äußeren Enden werden durch Voluten mit Akanthusblättern verziert. Das zentrale Ölgemälde ist vermutlich von jüngerem Datum als das Retabel und könnte aus dem späten 18. oder frühen 19. Jahrhundert stammen. Es zeigt die Kreuzigungsszene mit Maria an der rechten Seite von Jesus Christus, gestützt vom Apostel Johannes, an der linken Seite mit dem Schutzpatron der Kirche, dem heiligen Laurentius. Auf den beiden Seitenflügeln bergen Nischen lebensgroße Statuen vom heiligen Laurentius, zu erkennen an seinen traditionellen Attributen, dem Gitter und einer Märtyrerpalme, und vom heiligen Stephanus mit seinen Attributen, dem Stein und der Märtyrerpalme. Sie sind zur gleichen Zeit wie das Retabel entstanden. Oberhalb der beiden Flügeln zeigen sich Kompositionen von Blumen und Trophäen, oberhalb des zentralen Gemäldes ein Medaillon, das die Taube des Heiligen Geistes in einem Strahlenkranz trägt, eingerahmt von großen Akanthusblättern und überragt von einem Blumenkorb.
Der Chor ist durch eine Balustrade aus Holz mit gedrehten Balustern eingegrenzt. An der Seite der Sakristei befindet sich ein Sitz mit drei Plätzen für den die Messe zelebrierenden Priester in der Mitte mit erhöhter Rückenlehne und zwei Akolythen an den Seiten. Er datiert vermutlich aus dem 18. Jahrhundert. Auf der Decke des Chors ist das Dreieck der Dreifaltigkeit in einem großen Strahlenkranz gemalt. Auf der Umrandung des Gewölbes zeigen Halbkreise verschiedene Dekorationen, darunter zwei, die die Kirche und die Häuser eines kleinen Dorfes zeigen.
Der Altar im Seitenschiff ist dem heiligen Laurentius gewidmet und besitzt die Form eines trapezförmigen Beckens aus imitiertem Marmor. Ferner besteht er aus einem recht einfachen Tabernakel aus vergoldetem Holz, der von vier Seitenflügeln und vier großen Kerzenhaltern eingerahmt wird. Ein Gemälde zeigt den Schutzpatron in einer Dalmatik vor dem Hintergrund einer Landschaft. Er richtet seine Augen gegen den Himmel, der sich für Gottvater, Christus, der ein Kreuz trägt, und Maria öffnet, um ihn in einem Strahlenkranz zu empfangen.
Die Kirche ist ihrer Gesamtheit seit dem 1. März 2005 als Monument historique eingeschrieben.

### Schloss Caupenne

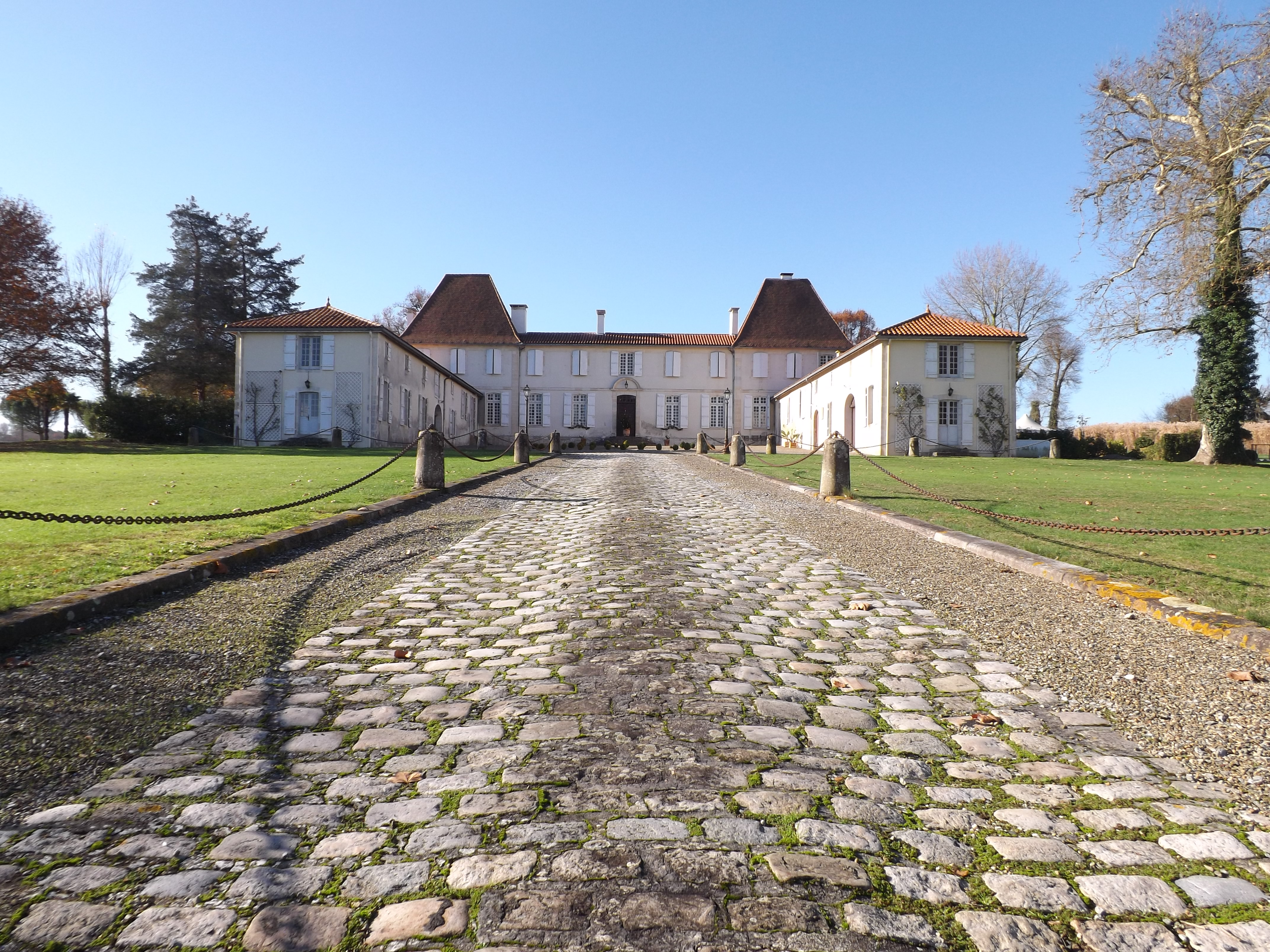
Schloss Caupenne

Nach Aufgabe des alten Standorts wurde das Schloss in der ersten Hälfte des 17. Jahrhunderts neu gebaut und das Innere im 18. Jahrhundert ausgestattet. Von der einfachen Burg verblieb nur ein künstlicher Erdhügel und Spuren von weiteren Erdaufschüttungen. Das heutige Schloss besteht aus einem Wohntrakt, der von zwei Pavillons eingerahmt wird. Zwei Flügel mit niedrigen Nebengebäuden schließen sich an, die einen Innenhof abgrenzen. Im Innern des Gebäudes werden seltene Elemente bewahrt, darunter ein großes Empfangszimmer mit hohen Wandverkleidungen im Erdgeschoss. Fassaden und Dächer, das große Empfangszimmer und ein Ofen im nördlichen Nebengebäude sind seit dem 27. September 1996 als Monuments historiques eingeschrieben.

## Wirtschaft und Infrastruktur
Die Landwirtschaft ist einer der wichtigsten Wirtschaftsfaktoren der Gemeinde.

### Bildung
Die Gemeinde verfügt über eine öffentliche Vor- und Grundschule mit 38 Schülerinnen und Schülern im Schuljahr 2017/2018.

### Verkehr
Caupenne ist erreichbar über die Routes départementales 2, 3, 8, 102, 158 und 389.